# Temnospondyli
Die Temnospondyli (altgr. τέμνειν temnein ‚schneiden‘ und σπόνδυλος spondylos ‚Wirbel‘) sind ein Taxon sehr verschiedenartiger, kleiner bis sehr großer nicht-amniotischer Landwirbeltiere, die weltweit während des Karbon, des Perm und der Trias lebten. Einige Formen lebten bis in die Untere Kreide. Die Tiere lebten vollaquatisch im Süßwasser, amphibisch oder terrestrisch, eine Gruppe lebte küstennah im Meer (marin). Ihre Fossilien sind auf allen Kontinenten gefunden worden. Es wird diskutiert, ob unter den Temnospondyli die Vorfahren der heutigen Amphibien zu finden sind, oder ob sie ohne Nachkommen ausgestorben sind.

## Entwicklungsgeschichte
Während des Karbon gab es ursprüngliche, mittelgroße (Dendrerpeton) oder große (Cochleosaurus, über 1,5 Meter lang) semiaquatische Formen. Andere, fortschrittlichere Gattungen wie Limnerpeton, waren klein und ähnelten den heutigen Schwanzlurchen. Branchiosaurus und seine Verwandten behielten zeit ihres Lebens ihre äußeren Kiemen und ähnelten dem modernen Axolotl.
Während des oberen Karbon und des frühen Perm entwickelten verschiedene Gruppen
eine stärkere Wirbelsäule und kräftigere Beine. Sie passten sich dem Leben an Land an (Cacops) oder lebten als große Fleischfresser (Trematops, Eryops) semiaquatisch.

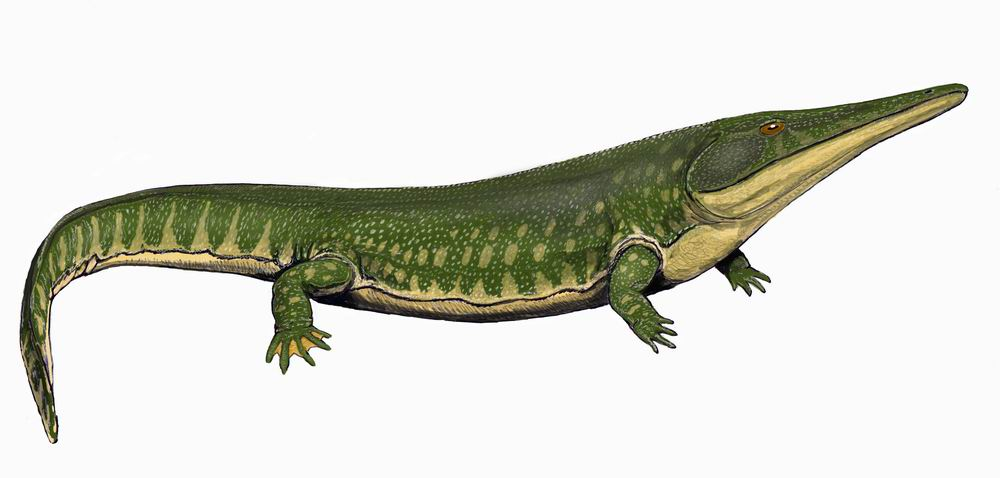
Archegosaurus

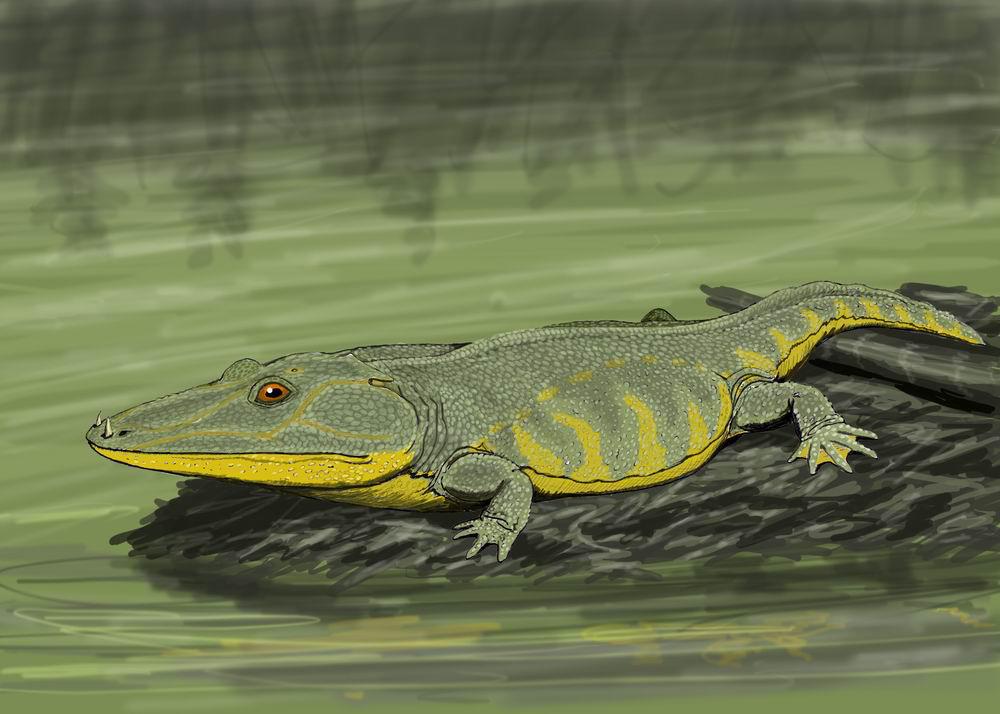
Mastodonsaurus

Archegosaurus hatte eine lange Schnauze und, obgleich er nicht gepanzert war, eine große Ähnlichkeit zu den heutigen Krokodilen.
Zu den Verwandten dieser Gruppe gehört auch Prionosuchus aus dem heutigen Brasilien, der mit einer Länge von 9 Metern das größte nicht amniotische Landwirbeltier war.
Während des späten Perm starben die landbewohnenden Formen wegen der zunehmenden Trockenheit und der Konkurrenz durch die Reptilien aus; ausschließlich im Wasser und amphibisch lebende Formen lebten weiter, darunter Melosaurus aus dem heutigen Osteuropa.
Einige der Temnospondyli, die in den Seen und in den Flüssen des späten Perm lebten, passten sich dem ständigen aquatischen Leben immer mehr an. Die Wirbel wurden schwach, die Beine klein und rudimentär, der schwere Schädel wurde groß und flach, mit nach oben gerichteten Augen. Zu diesen Arten gehören die klassischen Stereospondyli und verwandte Arten. Während des Trias beherrschten diese Tiere die Süßwasserökosysteme und entwickelten sich zu kleinen und großen Formen. Während der frühen Trias passte sich eine Gruppe langschnäuziger Fischfresser, die Trematosaurier, dem Leben im Meer an.
Die Capitosauroidea bestanden aus mittelgroßen und sehr großen Formen, mit Längen von 2,3 bis 4 Metern, z. B. Paracyclotosaurus und Cyclotosaurus. Die größte Gattung Mastodonsaurus hatte einen außerordentlich großen, über einen Meter langen, flachen Schädel. Wahrscheinlich verbrachten sie den größten Teil oder ihr gesamtes Leben am Gewässergrund. Ihre Beute fingen sie durch plötzliches Heben ihres Oberkiefers, wodurch kleinere Amphibien und Fische in das Maul gesogen wurden.
In der späten Trias lebten die bis 1,5 Meter langen Metoposauridae und die über einen Meter langen und breitköpfigen Plagiosaurier, die externe Kiemen hatten.
Das Massenaussterben vor ca. 200 Millionen Jahren am Ende der Trias überlebten nur zwei Gruppen aus Gondwana, die Brachyopidae und die Chigutisauridae. Beide Gruppen brachten während des folgenden Jura großwüchsige Formen hervor, die Brachyopidae im heutigen China und die Chigutisauridae in Gondwana.
Der jüngste bekannte Temnospondyle war der im heutigen Australien gefundene Koolasuchus aus der mittleren Kreidezeit. Er lebte wahrscheinlich in den Seen eines Grabenbruchs, in denen die Winter so kalt waren, dass möglicherweise konkurrierende Krokodile den Lebensraum mieden. Mit einer Länge von 5 Metern war er einer der größten Vertreter dieser Gruppe.

## Systematik

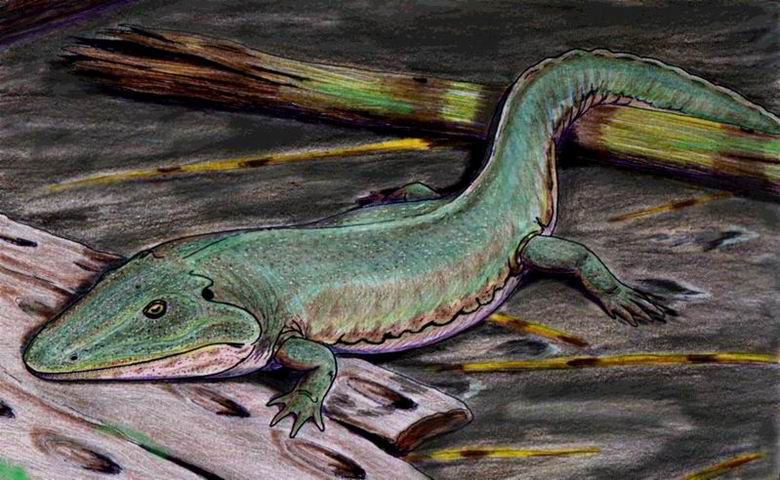
Cochleosaurus

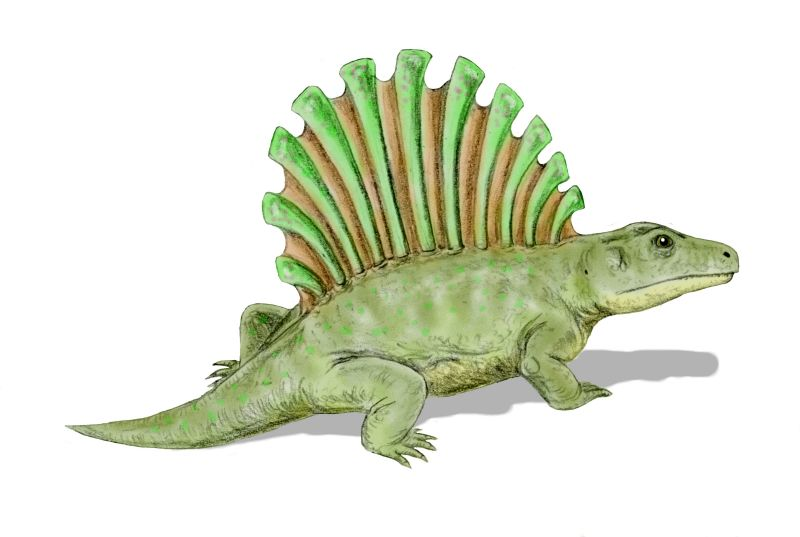
Platyhystrix

- Temnospondyli (Batrachomorpha)
  - Limnarchia
    - Dvinosauria
    - Stereospondyli
      - Trematosauria
      - Capitosauria

  - unbenanntes Monophylum
    - Dendrerpetontidae
    - Euskelia
      - Eryopidae
      - Dissorophoidea[1], unbenanntes Monophylum bei Benton 2007
        - Dissorophidae
        - unbenanntes Monophylum
          - Branchiosauridae
          - Amphibamidae
          - Lissamphibia (rezente Amphibien)